# Tanzsporteuropameisterschaft (über zehn Tänze)

## Profis (WDC)
Europameisterschaften der Profis über zehn Tänze werden seit 1981 vom damaligen International Council of Ballroom Dancing ausgetragen (seit 1993: World Dance & Dance Sport Council Limited, seit 2007: World Dance Council Limited).
| Jahr | Sieger                                    | Herkunft                              | Austragungsort                        |
| ---- | ----------------------------------------- | ------------------------------------- | ------------------------------------- |
| 1981 | David Sycamore & Denise Weavers           | England                               | Offenburg, Deutschland                |
| 1982 | keine Europameisterschaft ausgetragen     | keine Europameisterschaft ausgetragen | keine Europameisterschaft ausgetragen |
| 1983 | David Sycamore & Denise Weavers           | England                               | Stadthalle, Bremen, Deutschland       |
| 1984 | David Sycamore & Denise Weavers           | England                               | London, England                       |
| 1985 | David Sycamore & Denise Weavers           | England                               | Berlin, Deutschland                   |
| 1986 | Marcus & Karen Hilton                     | Vereinigtes Königreich                | Augsburg, Deutschland                 |
| 1987 | Raymond & Gunn Myhrengen                  | Norwegen                              | Bremen, Deutschland                   |
| 1988 | Michael Hull & Patsy Hull-Krogul          | Deutschland                           | Berlin, Deutschland                   |
| 1989 | Michael Hull & Patsy Hull-Krogul          | Deutschland                           | Bremen, Deutschland                   |
| 1990 | Michael Hull & Patsy Hull-Krogul          | Deutschland                           | Stadthalle, Bremen, Deutschland       |
| 1991 | Horst & Andrea Beer                       | Deutschland                           | Antwerpen, Belgien                    |
| 1992 | Martin & Alison Lamb                      | England                               | Maastricht, Niederlande               |
| 1993 | Michael Hull & Linda Pettersen            | Deutschland                           | Augsburg, Deutschland                 |
| 1994 | Michael Hull & Linda Pettersen            | Deutschland                           | Berlin, Deutschland                   |
| 1995 | Peter Müller & Elke Maibauer              | Deutschland                           | Hardtberg Halle, Bonn, Deutschland    |
| 1996 | Thomas Fürmeyer & Tanja Larissa Beinhauer | Deutschland                           | Aschaffenburg, Deutschland            |
| 1997 | Thomas Fürmeyer & Tanja Larissa Beinhauer | Deutschland                           | Paderborn, Deutschland                |
| 1998 | Michael Hull & Mirjam Zwijsen             | Deutschland                           | Rosengarten, Mannheim, Deutschland    |
| 1999 | Thomas Fürmeyer & Tanja Larissa Beinhauer | Deutschland                           | Le Mans, Frankreich                   |
| 2000 | Adam Reeve & Karen Björk                  | Island                                | Maritim Hotel, Bonn, Deutschland      |
| 2001 | keine Europameisterschaft ausgetragen     | keine Europameisterschaft ausgetragen | keine Europameisterschaft ausgetragen |
| 2002 | keine Europameisterschaft ausgetragen     | keine Europameisterschaft ausgetragen | keine Europameisterschaft ausgetragen |
| 2003 | Alessandro Garofolo & Annamaria Bassano   | Italien                               | Philipshalle, Düsseldorf, Deutschland |
| 2004 | keine Europameisterschaft ausgetragen     | keine Europameisterschaft ausgetragen | keine Europameisterschaft ausgetragen |
| 2005 | Eduard Korotin & Kristine Esko            | Estland                               | Saku Suurhall, Tallinn, Estland       |
| 2006 | keine Europameisterschaft ausgetragen     | keine Europameisterschaft ausgetragen | keine Europameisterschaft ausgetragen |
| 2007 | keine Europameisterschaft ausgetragen     | keine Europameisterschaft ausgetragen | keine Europameisterschaft ausgetragen |
| 2008 | Aleksander Berezin & Victoria Rudkovskaya | Russland                              | Omsk, Russland                        |
| 2018 | Jaak Vainomaa & Tiina Tulikallio          | Finnland                              | Genf, Schweiz                         |
| 2019 | Jaak Vainomaa & Tiina Tulikallio          | Finnland                              | Helsinki, Finnland                    |

## Amateure (WDSF)
| Jahr | Sieger                                    | Herkunft    | Austragungsort         |
| ---- | ----------------------------------------- | ----------- | ---------------------- |
| 1986 | Knut Saeborg & Tone Nyhagen               | Norwegen    | Mannheim, Deutschland  |
| 1987 | Andrew Sinkinson & Lorraine Barry         | England     | Graz, Österreich       |
| 1988 | John Byrnes & Jane Littleton              | England     | Kopenhagen, Dänemark   |
| 1989 | Kim Rygel & Cecilie Brinck                | Norwegen    | Pforzheim, Deutschland |
| 1990 | Asis & Iran Khadjeh-Nouri                 | Deutschland | Szombathely, Ungarn    |
| 1991 | Kim Rygel & Cecilie Brinck                | Norwegen    | Wien, Österreich       |
| 1992 | Kim Rygel & Cecilie Brinck                | Norwegen    | Aarhus, Dänemark       |
| 1993 | Jan & Mirjam Zwijsen                      | Niederlande | Münster, Deutschland   |
| 1994 | Kai André Lillebø & Monica Røtvold        | Norwegen    | Moskau, Russland       |
| 1995 | Alexander Montanaro & Daniela Skarpil     | Deutschland | Lyon, Frankreich       |
| 1996 | Andrej Skufca & Katarina Venturini        | Slowenien   | Salzburg, Österreich   |
| 1997 | Andrej Skufca & Katarina Venturini        | Slowenien   | Graz, Österreich       |
| 1998 | Alessandro Garofolo & Annalisa Di Filippo | Italien     | Bratislava, Slowakei   |
| 1999 | Alessandro Garofolo & Annalisa Di Filippo | Italien     | Vilnius, Litauen       |
| 2000 | Peter Stokkebroe & Kristina Juel          | Dänemark    | Maribor, Slowenien     |
| 2001 | Alessandro Garofolo & Annamaria Bassano   | Italien     | Salzburg, Österreich   |
| 2002 | Benedetto Ferruggia & Jana Pokrovskaja    | Italien     | Kiew, Ukraine          |
| 2003 | Misa Cigoj & Anastazija Novozilova        | Slowenien   | Loulé, Portugal        |
| 2004 | Ivan Zderciuc & Olga Ciubari              | Moldau      | Chișinău, Moldau       |
| 2005 | Dmytro Wloch & Olga Urumova               | Ukraine     | Kiew, Ukraine          |
| 2006 | Andrey Zaytsev & Anna Kuzminskaya         | Russland    | Chișinău, Moldau       |
| 2007 | Christoph Kies & Blanca Ribas Turón       | Deutschland | Wien, Österreich       |
| 2008 | Christoph Kies & Blanca Ribas Turón       | Deutschland | Chișinău, Moldau       |
| 2009 | Timur Imametdinov & Ekaterina Nikolaeva   | Russland    | Szombathely, Ungarn    |
| 2010 |                                           |             |                        |
| 2011 | Timur Imametdinov & Ekaterina Nikolaeva   | Russland    | Moskau, Russland       |